# Mesochorus kamouraskae
Mesochorus kamouraskae är en stekelart som beskrevs av Dasch 1971. Mesochorus kamouraskae ingår i släktet Mesochorus och familjen brokparasitsteklar. Inga underarter finns listade i Catalogue of Life.